# 榎さんのお昼だよ〜!
榎さんのお昼だよ〜!（えの - ひる - ）は、TBSラジオの昼の時間帯で放送されていたワイド番組。
歌謡曲とそのリクエスト、パーソナリティ・榎本勝起の独特の語り口を中心に進行、6年6か月・1700回に渡り放送されていた。なお本番組終了直後の1978年10月から、早朝の時間帯で『榎さんのおはようさん!』がスタートし、こちらは1998年3月まで19年6か月間放送されている。

## タイムテーブル
（　）内はコーナースポンサーの社名・機関名
1972/05
- 12:00 ニュース
- 12:17 あなたの好きな歌謡曲
- 12:30 さあなんと解く（日東紅茶：番組が終了するまで継続）
- 12:33 瞼にのこるあのゴハン（番組が終了するまで継続）
- 12:40 気象現況
- 12:43 TBS950食べ歩き
- 12:57 交通ニュース（アイシン精機）
- 13:00 さあなんと解く（日東紅茶）
- 13:05 豊原ミツ子のLP情報（日本コロムビア、各社）
- 13:15 啓子と歌おう ～三菱ドライビングポップス～（三菱自動車提供のJRN全国ネット番組）

1972/10
- 12:00 ニュース（在宅サービス協会）
- 12:14 あなたの好きな歌謡曲
- 12:21 さあなんと解く ～出題～
- 12:24 瞼にのこるあのゴハン
- 12:30 気象現況
- 12:32 TBS950食べ歩き
- 12:42 クラウンレコード一万円クイズ（日本クラウン、各社）
- 12:52 交通ニュース（アイシン精機）
- 12:55 さあなんと解く ～解答～
- 13:00 ゆりかごの詩（ホクシー販売）
- 13:05 豊原ミツ子のLP情報（日本コロムビア、各社）
- 13:15 啓子と歌おう ～三菱ドライビングポップス～（三菱自動車提供のJRN全国ネット番組）

1973/04
- 12:00 ニュース（在宅サービス協会）
- 12:14 あなたの好きな歌謡曲（東京重機）
- 12:21 さあなんと解く ～出題～
- 12:24 瞼にのこるあのゴハン（中西ハム、富士食品）
- 12:30 気象現況
- 12:32 TBS950食べ歩き
- 12:42 榎さんのメンズファッションコーナー（互洋）
- 12:50 旅アラカルト（日本交通公社）
- 12:55 さあなんと解く ～解答～
- 12:58 交通ニュース（アイシン精機）
- 13:00 ゆりかごの詩
- 13:05 あなたにあげる歌謡曲
- 13:15 洋子と歌おう ～三菱ドライビングポップス～（三菱自動車提供のJRN全国ネット番組）

1973/10
- 12:00 ニュース（在宅サービス協会）
- 12:14 あなたの好きな歌謡曲（東京重機）
- 12:21 さあなんと解く ～出題～（ピロピタン）
- 12:24 瞼にのこるあのゴハン（中西ハム、富士食品）
- 12:30 気象現況
- 12:32 TBS950食べ歩き
- 12:50 旅アラカルト 篠田ひろし（日本交通公社）
- 12:55 さあなんと解く ～解答～（ピロピタン）
- 12:58 交通ニュース（アイシン精機）
- 13:00 ゆりかごの詩
- 13:05 あなたにあげる歌謡曲（RCAレコード）
- 13:10 くらしの話題（国民生活センター）
- 13:15 洋子と歌おう ～三菱ドライビングポップス～（三菱自動車提供のJRN全国ネット番組）

1974/4
- 12:00 ニュース
- 12:14 あなたの好きな歌謡曲（東京重機）
- 12:24 さあなんと解く ～出題～（ピロピタン）
- 12:27 瞼にのこるあのゴハン（中西ハム、富士食品）
- 12:36 気象現況
- 12:38 TBS950食べ歩き
- 12:50 スター株式市況
- 12:55 さあなんと解く ～解答～（ピロピタン）
- 12:58 交通ニュース（アイシン精機）
- 13:00 ゆりかごの詩
- 13:05 榎さんの昼さがり講座
- 13:10 くらしの話題（国民生活センター）
- 13:15 歌謡曲こんにちわ!（トヨタ自動車・テイチク共同提供のJRN全国ネット番組）

1974/10
- 12:00 ニュース
- 12:14 あなたの好きな歌謡曲
- 12:24 さあなんと解く ～出題～
- 12:26 瞼にのこるあのゴハン（中西ハム、富士食品）
- 12:36 気象現況
- 12:38 TBS950食べ歩き
- 12:50 スター株式市況
- 12:55 さあなんと解く ～解答～
- 12:58 交通ニュース（アイシン精機）
- 13:00 ゆりかごの詩
- 13:05 榎さんの昼さがり講座
- 13:10 くらしの話題（国民生活センター）
- 13:15 歌謡曲こんにちわ!（トヨタ自動車・テイチク共同提供のJRN全国ネット番組）

1975/05
- 12:00 ニュース
- 12:12 あなたの好きな歌謡曲
- 12:24 さあなんと解く ～出題～
- 12:27 瞼にのこるあのゴハン（中西ハム、富士食品）
- 12:33 気象現況（東京ガス）
- 12:35 950たべあるき
- 12:45 くらしの話題（国民生活センター）
- 12:50 さあなんと解く ～解答～
- 12:55 東京23区だより（東京都信用金庫協会）
- 12:58 交通ニュース（アイシン精機）
- 13:00 榎さんのコーヒータイム
- 13:15 歌謡曲こんにちわ!（トヨタ自動車・テイチク共同提供のJRN全国ネット番組）

1975/11
- 12:00 ニュース
- 12:12 あなたの好きな歌謡曲
- 12:24 さあなんと解く ～出題～
- 12:27 瞼にのこるあのゴハン（中西ハム、富士食品）
- 12:33 気象現況（東京ガス）
- 12:35 950たべあるき
- 12:45 くらしの話題（国民生活センター）
- 12:50 さあなんと解く ～解答～
- 12:55 東京23区だより（東京都信用金庫協会）
- 12:58 交通ニュース（アイシン精機）
- 13:00 ゴールデンクイズ
- 13:15 歌謡曲こんにちわ!（トヨタ自動車・テイチク共同提供のJRN全国ネット番組）

1976/05
- 12:00 ニュース
- 12:12 あなたの好きな歌謡曲
- 12:24 さあなんと解く ～出題～
- 12:27 瞼にのこるあのゴハン（中西ハム、富士食品）
- 12:33 気象現況（東京ガス）
- 12:35 ゴールデンクイズ
- 12:45 くらしの話題（国民生活センター）
- 12:50 さあなんと解く ～解答～
- 12:55 東京23区だより（東京都信用金庫協会）
- 12:58 交通ニュース（アイシン精機）
- 13:00 オダキューOXプレゼント お隣どうし（オダキューOX、各社）
- 13:15 歌謡曲こんにちわ!（トヨタ自動車・テイチク共同提供のJRN全国ネット番組）

1976/10
- 12:00 ニュース（ブラウン）
- 12:12 ただいまごはん時（味の素KK）
- 12:24 さあなんと解く ～出題～
- 12:27 瞼にのこるあのゴハン（中西ハム、富士食品）
- 12:33 気象現況（東京ガス）
- 12:35 ゴールデンクイズ
- 12:45 くらしの話題（国民生活センター）
- 12:50 さあなんと解く ～解答～
- 12:55 東京23区だより（東京都信用金庫協会）
- 12:58 交通ニュース（アイシン精機）
- 13:00 オダキューOXプレゼント お隣どうし（オダキューOX、各社）
- 13:15 歌謡曲こんにちわ!（トヨタ自動車・テイチク共同提供のJRN全国ネット番組）

1977/04
- 12:00 ニュース（同和火災）
- 12:12 歌謡ランチボックス
- 12:24 さあなんと解く ～出題～
- 12:27 瞼にのこるあのゴハン（中西ハム、富士食品）
- 12:33 気象現況（東京ガス）
- 12:35 パノラマクイズ 窓をあければ（セルコンカーテン）
- 12:45 くらしの話題（国民生活センター）
- 12:50 さあなんと解く ～解答～
- 12:55 東京23区だより（東京都信用金庫協会）
- 12:58 交通ニュース
- 13:00 スピードクイズ
- 13:15 歌謡曲こんにちわ!（トヨタ自動車・テイチク共同提供のJRN全国ネット番組）

1977/10
- 12:00 ニュース（同和火災）
- 12:12 歌謡ランチボックス
- 12:24 さあなんと解く ～出題～（ぼんちあられ）
- 12:27 瞼にのこるあのゴハン（中西ハム、富士食品）
- 12:33 気象現況（東京ガス）
- 12:35 パノラマクイズ 窓をあければ（セルコンカーテン）
- 12:45 くらしの話題（国民生活センター）
- 12:50 さあなんと解く ～解答～（ぼんちあられ）
- 12:55 東京23区だより（東京都信用金庫協会）
- 12:58 交通ニュース
- 13:00 スピードクイズ（カネボウチャーミングスクール、各社）
- 13:15 歌謡曲こんにちわ!（トヨタ自動車・テイチク共同提供のJRN全国ネット番組）

1978/04
- 12:00 ニュース（ブラウン）
- 12:12 榎さん弁当いただきます
- 12:24 さあなんと解く ～出題～
- 12:27 瞼にのこるあのゴハン（中西ハム、富士食品、農協）
- 12:33 気象現況（東京ガス）
- 12:37 私の新婚旅行
- 12:45 くらしの話題（国民生活センター）
- 12:50 さあなんと解く ～解答～
- 12:55 東京23区だより（東京都信用金庫協会）
- 12:58 交通ニュース（大正海上火災）
- 13:00 スピードクイズ
- 13:15 歌謡曲こんにちわ!（トヨタ自動車・テイチク共同提供のJRN全国ネット番組）